# Esselen

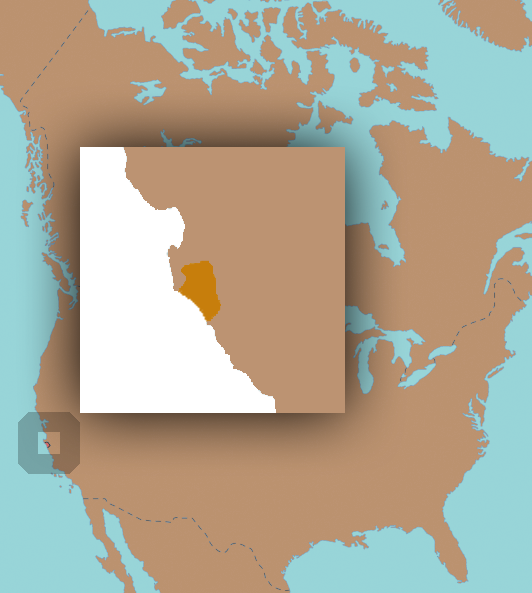
Zona on es parlava l'esselen

La llengua Esselen era parlada pels esselens, a la costa central de Califòrnia. Es considera tradicionalment com a la primera llengua extinta a la costa oest dels actuals EUA, a les darreries dels s. XIX.

## Història
Durant tot el s. XVIII els esselen van ser forçats a integrar-se a les "misiones" espanyoles de California (Carmelo, Soledad, San Antonio o San Carlos) on eren batejats, esclavitzats i desculturitzats, a més a més d'encomanats de malalties com xarampió o sífilis. Petits grups van fugir a les muntanyes on van sobreviure fins a meitat del s.XIX. Es considera que cap al 1840 la cultura Esselen havia desaparegut. La llengua, que ja no es transmetia de pares a fills, va seguir el mateix camí poques dècades després. Tot i això es considera Isabel Meadows, morta en 1939, com a la darrera persona que era capaç d'expressar-se en Esselen.
Abans del genocidi espanyol els esselen vivien a la vall del riu Carmel i les muntanyes Santa Lucia. Estaven dividits en cinc grups diferenciats: els Excelen, Eslenajan, Ekheajan, Imunajan i Aspasniahan. Els esselen eren probablement multilingües i de ben segur bilingües car parlaven amb fluïdesa el rumsen o Costano. Ambdues llengües pertanyen a famílies diferents però es trobaven altament "contaminades" perquè compartien pràcticament un mateix territori i costums.

## Etimologia
El mot esselen prové de la paraula ex'seien, que significa "la Roca" i que fa referència al probable origen d'aquests grups que es van desplaçar en un moment indeterminat de l'interior muntanyenc a la costa.

## Filiació
No està clara la filiació de la llengua esselen, classificant-se de vegades com a llengua aïllada o com a membre de la família Hoka.
En l'actualitat, l'anomenada Ohlone/Costanoan Esselen Nation, fa esforços per recuperar la llengua i la cultura, ensenyant-la als infants però sense rebre reconeixement oficial ni ajut per part de l'administració nord-americana. S'ha de saber, però, que la llengua és morta, que no hi viu ni un esselent-parlant i que l'ensenyament de la llengua no pot anar més enllà d'aprendre llistes de paraules recollides per Kroeber i Harrington.

## Els deu primers números en Esselen
1 Pek
2 Ulax
3 Kxulef
4 Kxamakxus
5 Pekmakxala
6 Pek-walanai
7 Kxulak-walanai
8 Kxulep-walanai
9 Kxamakxus-walanai
10 Tomoila

## Algunes paraules en Esselen
Home Exenoch
Dona Tanoch
Nen Pana
Fill Exepana
Sol Ashi
Lluna Tomanish'ashi